# 함정 (1986년 드라마)
《함정》은 1986년 7월 6일에 MBC TV에서 방영된 베스트셀러극장이다.

## 줄거리
추리소설 작가 추원태(정욱)는 집을 방문한 증권회사 차장 임성도(최상훈)를 수선스럽게 맞이한다.
임성도는 화려한 추원태의 저택에 감탄하는데...
추원태는 다짜고짜 임성도에게 자신의 아내 베로니카와 결혼하겠냐고 묻는다.
추원태는 베로니카는 돈을 좋아하고 사치스런 성격이라 같이 살기 힘들거라고 주장한다.

## 출연
- 정욱
- 최상훈